# كوبا بيرو 2000
كوبا بيرو 2000 (بالإسبانية: Copa Perú 2000)‏ هو الموسم 28 من كوبا بيرو ‏. فاز فيه إستيودانتس دي مديسيني ‏.